# Oncosperma fasciculatum
Oncosperma fasciculatum är en enhjärtbladig växtart som beskrevs av George Henry Kendrick Thwaites. Oncosperma fasciculatum ingår i släktet Oncosperma och familjen Arecaceae. IUCN kategoriserar arten globalt som nära hotad. Inga underarter finns listade i Catalogue of Life.